# Den stora juvelstölden
Den stora juvelstölden är en amerikansk film från 1932 i regi av William Dieterle. Filmen är baserad på den ungerska pjäsen Ekszerrablás a Váci-uccában av Ladislas Fodor.

## Rollista
- William Powell - tjuven
- Kay Francis - Teri
- Helen Vinson - Marianne
- Hardie Albright - Paul
- Alan Mowbray - Fritz
- André Luguet - Andre
- Henry Kolker - Franz
- Spencer Charters - Lenz
- Lee Kohlmar - Hollander
- Clarence Wilson - polisprefekt